# Eupterote acuminalba
Eupterote acuminalba är en fjärilsart som beskrevs av Van Eecke 1924. Eupterote acuminalba ingår i släktet Eupterote och familjen Eupterotidae. Inga underarter finns listade i Catalogue of Life.